# Артюр Бока
Етьє́н Артю́р Бока́ (фр. Etienne Arthur Boka; нар. 2 квітня 1983 року, Абіджан, Кот-д'Івуар) — івуарійський футболіст. Захисник швейцарського «Сьйона» та збірної Кот-д'Івуару.

## Досягнення
«Страсбур»
- Володар кубка Ліги: 2005

«Штутгарт»
- Чемпіон Німеччини: 2006—2007

Кот-д'Івуар
- Срібний призер Кубка африканських націй: 2006, 2012